# R. J. Reynolds Tobacco Company
La R. J. Reynolds Tobacco Company (RJR), è una società di tabacco, la seconda più grande degli Stati Uniti dopo Altria Group. Fondata da R. J. Reynolds nel 1874, ha sede a Winston-Salem, nella Carolina del Nord.